# 字幕跑馬燈
新聞跑馬燈（有時簡稱跑馬燈）是在電視新聞畫面上的一個小空間，通常是用來顯示頭條新聞或是新聞報導中較小的細節。跑馬燈有時也指在某些建築物或室內空間用來表現訊息的顯示版，如鐵路站內的列車到站資訊顯示跑馬燈。

## 電視新聞跑馬燈

### 亚洲

#### 中国大陆
中国大陆大多数电视新闻媒体的画面都有跑马灯，但画面处理都比较简洁，均使用横排文字且仅使用画面的下三分之一。例如央视中文国际频道（CCTV-4）、央视新闻频道（CCTV-13）、东方卫视等，在该新闻的标题下方滚动显示白色黑体字的新闻资讯跑马灯。但在央视综合频道（CCTV-1），以及多数省级卫视晚间的政治性新闻中则没有跑马灯（有跑马灯的频道，在播出党和国家领导人相关时政新闻时，通常没有跑马灯）。
除了新闻节目以外，大多数省级卫视也会在广告和其他电视节目播出时使用跑马，一般用于电视节目预告宣传，此外也会用于自然灾害预警等。
中国大陆的大部分频道都采用底部单条跑马的方式，但在财经节目中一般采用双跑马，央视财经频道（CCTV-2）曾在《交易时间》使用过双跑马；而第一财经电视目前在各档非交易时段直播节目中仍常态化使用双跑马，交易时段直播节目则使用单行跑马及倒“L”字型画面。

#### 香港
香港所有新聞/財頻道皆設有新聞跑馬燈及/或股市報價跑馬燈。有線新聞台、now新聞台及無綫新聞台於新聞時段內會無間斷提供新聞、天氣、股市及股價（股票開市日）、及突發新聞頭條等。而無綫財經·資訊台、有線財經資訊台及now財經台中所有財經的節目會提供股價及股市資訊，亦同時提供新聞跑馬燈，天氣等資訊。而在2024年7月起通讯事务管理局宣布将允许在所有的免费电视及收费电视频道在除了新闻节目之外的其他节目内设置字幕跑马灯(通讯事务管理局称为非節目類材料)。

#### 台灣

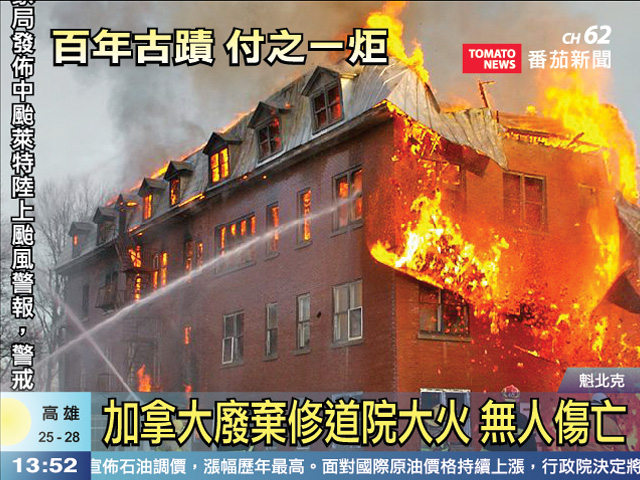
台灣電視新聞的模擬畫面，畫面最下方和左方的即為跑馬燈字幕

在台灣電視新聞引進跑馬燈的初期，習慣在畫面上加入大量的跑馬燈字幕，有時甚至出現整個畫面下方、左方和上方都被跑馬燈包圍的情形。而跑馬燈的內容卻不見得是重要或即時的新聞訊息，而可能只是同公司電視台的連續劇劇情預告，或是相關企業的行銷訊息。因此原本是為了讓觀眾更方便掌握訊息的跑馬燈，反而成為令觀眾不滿的原因。針對這樣的現象，台灣的國家通訊傳播委員會（NCC）在2006年9月宣佈研擬修改「廣播電視法」，在其中加入「插播式字幕」的管理規範，將限制新聞節目使用跑馬燈字幕的形式和內容。
目前在公視和大愛的各節新聞、TVBS《Focus全球新聞》中，沒有顯示跑馬燈；《TVBS午間新聞》假日版中的下方跑馬燈為台灣各地的即時天氣資訊。
2022年4月20日，早上7點《華視晨間新聞》、9點《華視整點新聞》，字幕跑馬燈誤將兩岸開戰、火山爆發…等測試訊息播出，引發風波；翌日凌晨並拍板決定華視新聞不再打上快訊跑馬。其後在發生重大新聞與天氣警報時，新聞快訊跑馬燈才會恢復。

#### 韩国
新闻跑马灯常见于新闻频道和财经频道。而传统无线台和综合编成频道则不是常态使用，仅在部分新闻时段显示跑马灯。

#### 朝鲜
朝鲜的朝鲜中央电视台，在播音员播报新闻和公告时，画面下方会出现绿色矩形框（现在为蓝色），随后出现用来显示标题的白色字幕跑马灯。朝鲜中央电视台会在平壤时间每晚8点播出《报道》之前显示名为“以后顺序”的跑马灯，内容为该时间之后至当天全天节目结束时的节目预告，还会在播出节目时不定时以跑马灯的形式报告当前朝鲜各主要城市的天气情况。

#### 日本

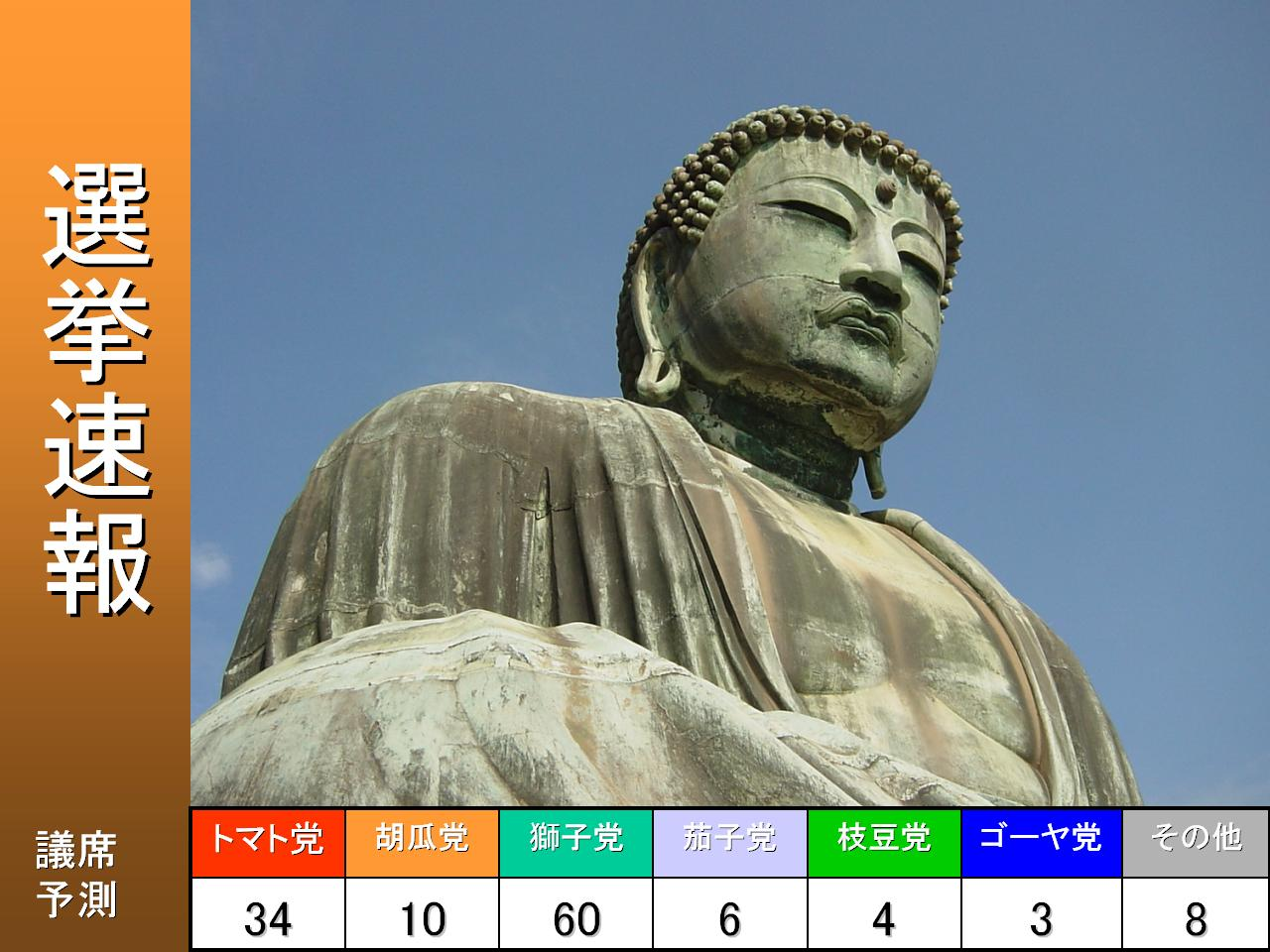
日本电视频道“L字型画面”模拟画面，主画面为正常节目，左侧和下方为实时信息

除了对国际播出的NHK World TV频道及少数专业频道外，绝大多数日本的电视频道都没有所谓“新闻跑马灯”，而是在有重要新闻时在屏幕上方显示新闻内容。如有重大灾害或选举、赛事信息，日本的电视台会使用“L字型画面”来显示最新消息。

### 欧洲
欧洲大多数电视频道都将跑马灯作为镜面的一部分，例如德国的专业新闻频道n-tv自1992年起开始使用跑马灯。

### 北美洲

#### 美國

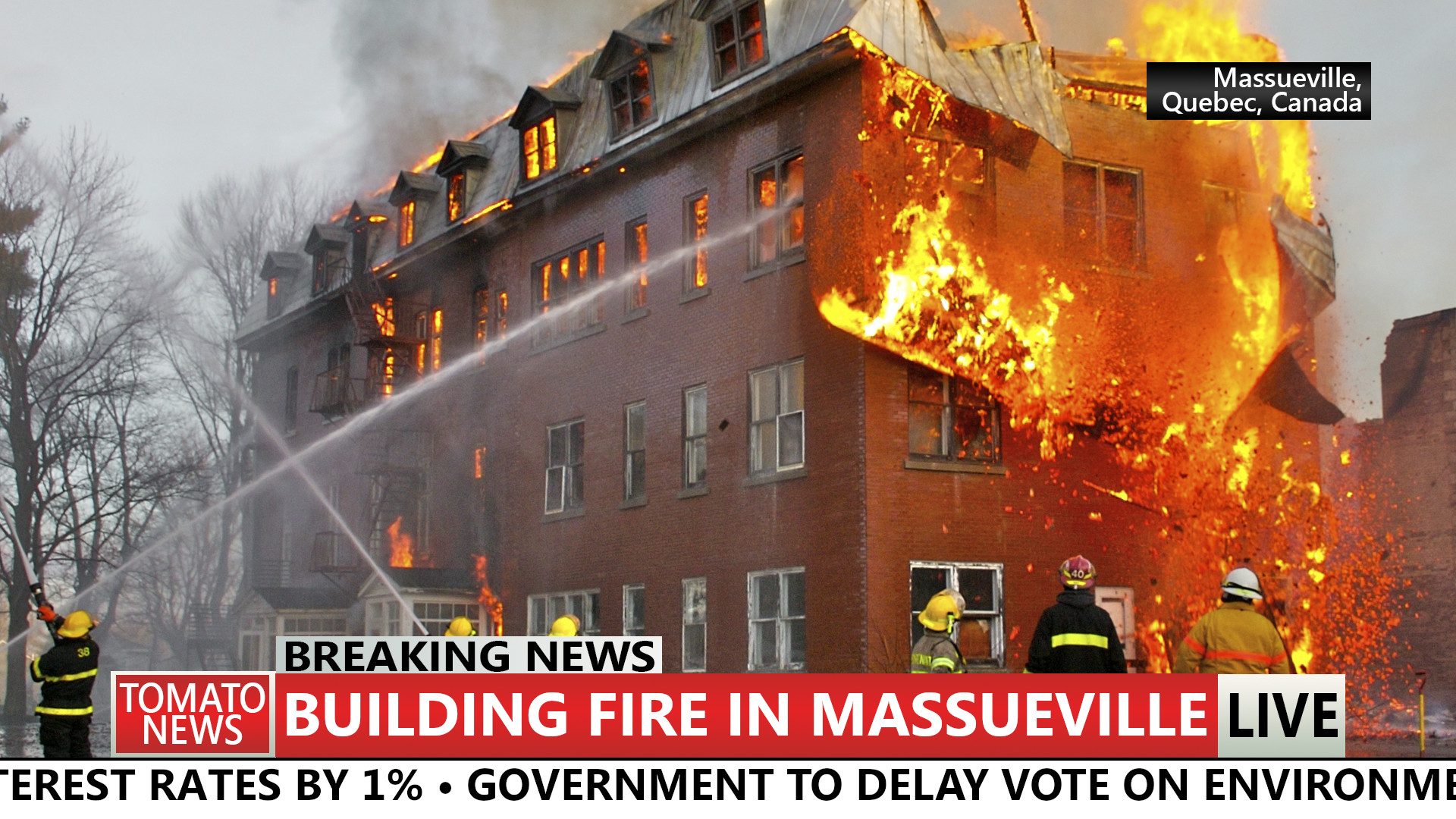
現代美國電視新聞的模擬畫面，其中下方黑底白色的字幕就是跑馬燈

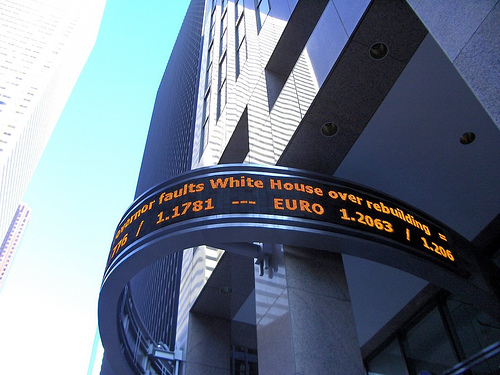
倫敦路透大樓外的跑馬燈

在美國，雖然現代且有效果的新聞跑馬燈（news ticker）直到2001年九一一事件後才流行起來，而記錄中第一個電視新聞跑馬燈，是出現在1952年1月14日開播的《今天》（Today）晨間新聞節目。由於當時的電視後製尚未進入使用電腦運算的時代，因此節目中的跑馬燈和今天我們所熟悉的形式完全不同。《今天》節目中的跑馬燈，是一張上面用打字機印出頭條新聞的紙張，放置在畫面的下方部份。由於「紙張新聞跑馬燈」的訊息傳達效果不佳，因此很快的就從節目中消失了。
到了80年代，在美國北部地區的晨間新聞時段，許多地方電視台使用跑馬燈來傳達跟氣象有關的資訊，例如因為天候狀況而停課的學校名單、惡劣天氣的預測和警告等等。在顯示這些訊息跑馬燈之前，新聞節目會播出一個提示聲，例如電視台或新聞節目的主題音樂，或是將電視台的口號或頻道號碼以摩尔斯电码的形式播出。
其中一間率先固定顯示跑馬燈的頻道是有線電視新聞網旗下的CNN Headline。在80年代晚期至90年代初期，跑馬燈於白天顯示股票價格，夜間和週末則顯示運動比賽的分數。而CNBC和財經新聞網（FNN）也推出了「CNBC跑馬燈」，提供股票價格資訊。而在80年代中期，ESPN也在每個整點於畫面的上下推出跑馬燈，顯示即時的賽事分數和新聞。到了1996年，關係頻道ESPN2也開始使用跑馬燈，被暱稱為「底線」（BottomLine），幾乎全天顯示運動分數和新聞。ESPNEWS在2000年重新設計播送視覺畫面後，成為第一個在廣告時段也會顯示跑馬燈的頻道。
部份歐洲的新聞頻道在數年前就已開始使用跑馬燈。例如德國的新聞頻道n-tv在1992年開台時就有跑馬燈。
數年來許多新聞頻道在畫面上加入了，但直到2001年的九一一攻擊事件正式讓跑馬燈成為電視新聞中不可或缺的元素。由於當時需要不間斷的提供重要的緊急訊息給觀眾，福斯新聞台在上午10:49時加入了跑馬燈，CNN隨後在上午11:11開始顯示跑馬燈，而MSNBC則在約下午2:00開始使用跑馬燈。雖然有關恐怖攻擊的跑馬燈需求僅持續了數個星期，但這三間美國主要新聞網的主管認為，新聞跑馬燈可以幫助增加收視率，因為大部分的觀眾有能在同一時間接受數個訊息的能力。因此跑馬燈成為這三個新聞頻道的畫面特色之一，除了在某些紀錄片性質的節目、總統演講或特定節目中不會顯示。
在澳洲，新聞跑馬燈的使用也是在九一一事件之後開始。晨間節目Sunrise和Today保留了跑馬燈。而其他頻道的顯示跑馬燈頻率則相對較低，ABC1在中午新聞時段會用跑馬燈顯示股票價格，而Sky News Australia則僅使用跑馬燈來顯示氣象資訊。
新聞跑馬燈的使用也在許多節目中被模仿，包括《辛普森一家》，以及《週末夜現場》（Saturday Night Live）中都曾出現。電影《王牌大賤諜3》（Austin Powers in Goldmember）則會在其中的新聞跑馬燈中顯示笑話。

#### 加拿大
加拿大电视台的跑马和美国的相类似，在一些专业的新闻频道，采用跑马灯，例如CBC新闻网。

## 建築物新聞跑馬燈

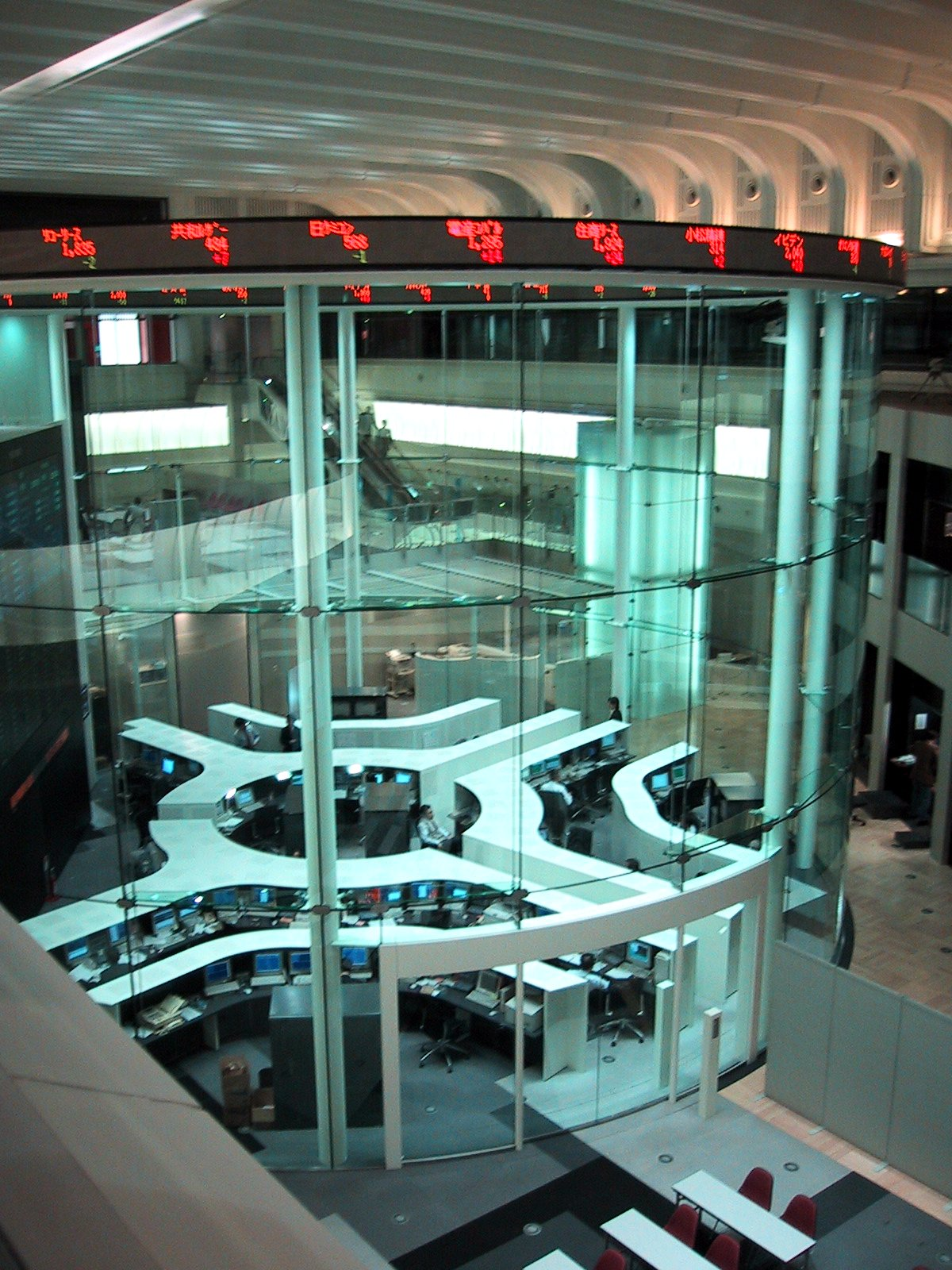
東京證券交易所內的跑馬燈

最著名的建築物新聞跑馬燈是美國紐約時代廣場的「One Times Square」大樓外圍的「拉鍊」（zipper）。《紐約時報》在1928年掛上第一個顯示板後，現在曼哈頓中城地區已有多棟建築物都掛上了類似的顯示板。另一個類似的顯示板是位於洛克菲勒中心的福斯新聞/新闻集团總部外側。此外在時代廣場上也有一個用來顯示股票價格的跑馬燈顯示板。
位於英國倫敦的坎納瑞碼頭（Canary Wharf）的路透大樓也設有一個顯示股市資訊和新聞的跑馬燈。
當NBC電視台為了《今天》節目而改裝10號洛克菲勒中心時，也在建築物的一樓和二樓連接處的外牆裝置了大型的紅色LED新聞跑馬燈。這個跑馬燈在附近的洛克菲勒廣場和西49街上都可看到。
東京證券交易所內的交易大廳圓柱形頂部亦有顯示個股行情的跑馬燈。